# Nikki Sexx
Nikki Sexx (Los Angeles, 1 maart 1983) is een Amerikaanse pornoactrice. Rond haar twintigste begon ze te acteren. Tijdens haar carrière werkte ze voor grote bedrijven als Brazzers, Naughty America en New Sensations. Ze werd genomineerd voor vijf AVN Awards.

## Prijzen
| Jaar | Prijs     | Resultaat   | Categorie                         | Voor haar optreden in                                                                                                  |
| ---- | --------- | ----------- | --------------------------------- | --- |
| 2010 | AVN Award | Genomineerd | Best All-Girl Group Sex Scene     | Big Toy Orgy (met Megan Jones, Adriana Deville, Amber Rayne, Allison Pierce, Jaelyn Fox, Mason Monroe en Janet Mason.) |
| 2010 | AVN Award | Genomineerd | Best All-Girl Three-Way Sex Scene | Sweet Cheeks 11 (met Jayden Jaymes en Mason Monroe)                                                                    |
| 2011 | AVN Award | Genomineerd | Unsung Starlet of the Year        | n.v.t. |
| 2012 | AVN Award | Genomineerd | Unsung Starlet of the Year        | n.v.t. |
| 2013 | AVN Award | Genomineerd | Unsung Starlet of the Year        | n.v.t. |